# Эшли, Уильям Генри
Уильям Генри Эшли (англ. William Henry Ashley; 1778 — 26 марта 1838) — американский предприниматель и политик.

## Биография
Уильям Генри Эшли родился в округе Пауатан, Виргиния. После того, как Соединённые Штаты приобрели Луизиану у Франции, он переехал на Запад, на территорию, которая позднее стала штатом Миссури.
Примерно в 1808 году Эшли поселяется в Сент-Луисе. Во время Англо-американской войны он вступил в ряды Миссурийских милиционеров и дослужился до чина бригадного генерала. После того, как Миссури становится штатом, он избирается его первым вице-губернатором. Этот пост Эшли занимал с 18 сентября 1820 года по 15 ноября 1824 года.
В 1822 году он даёт объявления в газетах о том, что набирает группу из 100 молодых людей для экспедиции вверх по реке Миссури. Люди, которые откликнулись на этот призыв, стали впоследствии известны как Сотня Эшли. Осенью и зимой 1823 года состоялась первая организованная ловля пушных зверей, в которой участвовали служащие компании Эшли и Эндрю Генри, его компаньона. Позже Генри посоветует Эшли перенести предприятие на западный склон Скалистых гор. Ими была организована первая ярмарка трапперов, известная как рандеву Скалистых гор. Первое официальное рандеву состоялось в 1825 году на территории современного американского штата Вайоминг.
В 1826 году Эшли возглавил экспедицию в долину Большого Солёного озера. К югу от Большого Солёного озера он обнаружил озеро Юта, которое назвал озеро Эшли. На берегу озера им был основан форт Эшли, который служил торговым постом для торговли с индейскими племенами. В том же году он продал свою долю в компании Смиту, Дэвиду Джексону и Уильяму Саблетту. Дальновидный бизнесмен понимал, что с той лихорадочной скоростью, с какой действовали трапперы, бобр будет вскоре истреблён.
В 1827 году  Эшли полностью отошёл от меховой торговли и посвятил остаток жизни политике. Как член партии Эндрю Джексона, он был избран в Палату представителей в 1831, 1832 и 1834 годах. В 1836 году Эшли баллотировался на пост губернатора Миссури, но проиграл.
Уильям Генри Эшли скончался 26 марта 1838 года от пневмонии в городе Бунвилл, штат Миссури.